# Stefan Hula (saltador en esquí)
Stefan Jarosław Hula (Szczyrk, 29 de septiembre de 1986) es un deportista polaco que compitió en salto en esquí. Su padre, Stefan Hula, compitió en combinada nórdica.
Participó en tres Juegos Olímpicos de Invierno, obteniendo una medalla de bronce en Pyeongchang 2018, en la prueba de trampolín grande por equipo (junto con Maciej Kot, Dawid Kubacki y Kamil Stoch), el quinto lugar en Turín 2006 y el sexto en Vancouver 2010, en la misma prueba.

## Palmarés internacional
| Juegos Olímpicos | Juegos Olímpicos            | Juegos Olímpicos  | Juegos Olímpicos |
| Año              | Lugar                       | Medalla           | Prueba           |
| ---------------- | --------------------------- | ----------------- | ---------------- |
| 2018             | Pyeongchang (Corea del Sur) | Medalla de bronce | TG por equipo    |